# 梁博
梁博（1991年3月25日—），生于吉林省长春市，中国大陸音乐唱作人、流行搖滾歌手。梁博毕业于吉林艺术学院。2012年參加《中国好声音》第一季，最終成為那英戰隊冠軍，以及獲得全國總決賽冠軍出道。
他是中国知名音乐唱作人，曾参加《歌手2017》，其大部分个人专辑和单曲都由其一人创作词曲。

## 主要经历
梁博于2009年至2013年就读于吉林艺术学院流行音乐学院流行音乐演唱专业本科。2017年从该校研究生毕业。
梁博曾于2012年参加《中国好声音》第一季并获得全国年度总冠军，红极一时，并与少城时代签下经纪约。当同期参赛学员忙于商演、代言、商务活动时，他却没有受到持续曝光并渐渐淡出公众视线，曾因此一度被怀疑“雪藏”，这也是梁博日后被媒体问及最多的问题之一。梁博回应夺冠后希望有属于自己的作品，前往美国制作专辑。
梁博在2014年4月24日发行首张个人同名专辑《梁博》，创作全部12首歌的词曲。专辑在美国制作，并由迈克尔·杰克逊的音乐总监Michael Bearden担任共同制作人。2015年11月2日，发行现场同期录音专辑《迷藏》，梁博再次独揽全部8首歌的词曲创作，并担任专辑制作人。他亦首次为专辑录制影片。
梁博于2017年3月至4月参加《歌手2017》。梁博参加了2019年4月开始的华语乐坛明星唱作人原创作品竞演真人秀节目《我是唱作人》。
2020年12月，梁博与少城时代解约，并另外成立个人公司“森林孩子”。
2025年4月25日，梁博发行个人第四张专辑《精气神》。

## 音樂作品

### 專輯
|        | 專輯名稱   | 發行公司          | 發行日期      | 曲目 |
| ------ | ---------- | ----------------- | ------------- | --- |
| 第一張 | 《梁博》   | 少城时代/索尼音乐 | 2014年4月24日 | 1. 不知去向 2. 家園 3. 你的我的 4. 當我靠近你 5. 讓孩子活在夢裡 6. 找尋 7. 新的 8. Bruce Lee 9. 永不止步 10. 迷路 11. 想你 12. 我們 |
| 第二張 | 《迷藏》   | 少城时代/索尼音乐 | 2015年11月2日 | 1. 拥有 2. 颠倒梦想 3. 融化 4. 四季 5. 变了 6. 危险 7. 不堪一击 8. 日落大道                                                         |
| 第四張 | 《精气神》 | 森林孩子          | 2025年4月25日 | 1. 听你说 2. 避世离俗 3. 苦与乐 4. 心田 5. 月亮 6. 精气神 7. 安然无恙 8. 瀑布 9. 今天                                               |

### 个人单曲
未收录在专辑中并发行的单曲
词曲：梁博
| 发布/首唱日期  | 单曲名称                         |
| -------------- | -------------------------------- |
| 2011年4月29日  | 《坚持》                         |
| 2011年4月29日  | 《该愤怒还是微笑》               |
| 2012年1月29日  | 《不染》                         |
| 2012年3月23日  | 《完美不完美》                   |
| 2012年6月7日   | 《因为》                         |
| 2016年2月4日   | 《给我一点温度》                 |
| 2016年7月4日   | 《喜剧》                         |
| 2016年8月17日  | 《鬼》                           |
| 2016年12月17日 | 《靈魂歌手》                     |
| 2017年3月25日  | 《男孩》                         |
| 2017年7月26日  | 《一往深情》                     |
| 2019年4月12日  | 《表态》                         |
| 2019年4月19日  | 《出现又离开》                   |
| 2019年4月26日  | 《黑夜中》                       |
| 2019年5月3日   | 《曾經是情侶》                   |
| 2019年5月10日  | 《你会成为你想的那个人》         |
| 2019年6月28日  | 《我不知道》                     |
| 2020年1月1日   | 《想念》                         |
| 2020年12月1日  | 《我不知道2020》                 |
| 2021年5月31日  | 《表态》（声阔降噪舱耳机定制版） |

### 其他单曲
| 发布日期      | 单曲名称 | 备注                                                                                   |
| ------------- | -------- | -------------------------------------------------------------------------------------- |
| 2018年9月25日 | 《影》   | 张艺谋导演电影《影》同名主题曲。演唱：梁博、谭维维。制作人、作曲：高晓松。作词：尹约。 |

## 现场演出
- 2014年5月23日至24日，在北京世纪剧院一连两场举办“梁博2014《新的》演唱会”[5]。8月16日，参加日本Summer Sonic摇滚音乐节[6]。12月13日，在深圳参加第八届音乐盛典咪咕汇[7]。

- 2015年3月25日，在第二届QQ音乐年度盛典演唱[8]。4月13日，在第15届音乐风云榜年度盛典演唱[9]。8月16日，在上海土豆映像季音乐版块演出[10]。9月26日，参加湖南长沙湘江音乐节[11]。12月5日，在成都参加第九届音乐盛典咪咕汇[12]。

- 2016年9月3日，参加阿那亚沙滩音乐节[13]。9月24日，在成都举办“2016咪咕音乐现场巡演之梁博专场” [14] 。9月27日，参加吉林艺术学院建校70周年演唱会[15]。10月4日，在上海世博公园“2016简单生活节”演唱[16]。

- 2017年7月28日，参加重庆仙女山国际音乐节[17]。8月至9月，分别在上海（8月4日）[18]、北京（8月11日）[19]、成都（9月15日）[20]举办“咪咕音乐现场梁博专场”。8月19日，作为助演嘉宾参加林志炫巡回演唱会北京站，与其合唱《凤凰花开的路口》[21]。10月4日，在上海世博公园参加“2017简单生活节”[22]。11月25日，在北京参加“挑战者演唱会”[23]。12月16日，在上海参加第十一届音乐盛典咪咕汇[24]。

- 2018年5月27日，在广州体育馆“2018映客樱花女生星光夜”演唱[25]。
- 2022年4月15日，崔健 微信视频号演唱会直播嘉宾

## 参加节目
- 2012年8月至9月，参加第一季《中国好声音》。在盲选赛中演唱《长安长安》并加入那英组[26]。在组内淘汰赛中演唱《北京，北京》及《花火》，成为那英组四强[27]。在导师终极考核中演唱《私奔》和《像个孩子》，拿到组内唯一总决赛席位[28]。在总决赛中与那英合唱《爱要有你才完美》，并演唱《回来》和《我爱你中国》，获得年度总冠军[3]。10月，接受长春电视台访问[29]。12月，参加吉林卫视跨年演唱会[30][31]。

- 2014年9月，参加《全球中文音乐榜上榜》中秋演唱会及打榜节目，凭借《永不止步》获得九月第三周非直播时段与直播时段双冠军[32][33]。12月，参加云南卫视《音乐现场》[34]。同月，参加CCTV音乐“《光荣绽放》2014十大新锐歌手演唱会”[35]。

- 2015年2月，参加CCTV网络春晚[36]。11月，参加《全球中文音乐榜上榜》十一月第三周打榜节目并凭借《颠倒梦想》获得直播时段第一名[37]。12月，参加湖南卫视跨年演唱会[38]。

- 2016年5月，参加由腾讯视频和Street Voice街声制作的现场音乐类节目《大事发声》，首次携乐队进行不插电演出[39]。8月，作为助唱嘉宾与刘涛在《跨界歌王》演唱黑豹乐队名曲Don't Break My Heart[40]。同月，在电台节目《imixdio》中对话汪峰[41]。10月，在演讲类节目《一刻talks》讲述音乐经历[42]。同月，参加《天天向上》[43]。

- 2017年3月至4月，参加《歌手2017》。作为赛季最后一位挑战歌手，演唱原创曲目《靈魂歌手》。获得歌手互投第一名及现场大众听审投票第六名，挑战失败[44]。在返场表演中首次演唱歌曲《男孩》[45][46]，在突围赛中演唱原创作品《日落大道》[47][48]。6月，参加第二季《我想和你唱》[49]。7月，参加访谈类节目《非常静距离》[50]。9月，作为那英组助唱嘉宾参加第二季《中国新歌声》。[51]。

- 2018年2月，参加吉林卫视春节联欢晚会[52]。

- 2019年3月，再次参加《大事发声》（第三季）[53]。4月，参加爱奇艺制作的华语乐坛明星唱作人原创作品竞演真人秀节目《我是唱作人》。

## 影视作品
- 2014年参演候祖辛导演的纪录片《摇滚在二十、四十、六十岁》[54]。

- 2020年导演6集音乐短片《昼夜本色 第一季》，将自己的6首作品以钢琴即兴弹唱，无修音，不插电方式重新编曲及演绎，此6首不插电版本歌曲已于2021年3月25日发行数字专辑。

- 2023年，梁博再次制作时长约40分钟的音乐现场节目《昼夜本色 第二季》，以无修音，无混音，无母带，直接导出录音的形式将5首歌曲重新编曲及演绎，视频节目及歌曲音频于2023年8月20日同时上线[55]。

## 杂志
- 《音乐时代》2014年5月封面人物。
- 《男人装》2017年6月刊[56]。
- 《ELLEMEN睿士》2017年6月刊[57]。
- 《智族GQ》2017年9月刊。获颁“年度音乐人”[58]。

## 主要荣誉
| 年份 | 奖项 |
| ---- | --- |
| 2012 | - 2012YAMAHA亚洲节拍音乐大赛长春赛区弹唱组冠军 - “唱响幸福K歌达人争霸赛”冠军 - 第一季《中国好声音》年度总冠军 - 第20届《中国歌曲排行榜》“年度最受欢迎新人” |
| 2013 | - 吉林艺术学院2012-2013年度“创新型艺术人才” |
| 2014 | - CCTV音乐“十大新锐歌手” - 第八届无线音乐盛典咪咕汇“年度最受欢迎唱作男歌手”                                                                                |
| 2015 | - 《梁博》获得第二届QQ音乐年度盛典“年度最佳创作专辑” - 第15届音乐风云榜“最受欢迎唱作人”                                                                    |
| 2017 | - 《智族GQ》“年度音乐人” |